# Joseph Kessel
Joseph Kessel (ur. 10 lutego 1898 w Clarze, zm. 23 lipca 1979 w Avernes) – francuski dziennikarz i pisarz.

## Życiorys
Urodził się w Clarze, w prowincji Entre Ríos, w Argentynie (jego ojciec, Samuel Kessel, litewski lekarz żydowskiego pochodzenia, często zmieniał miejsce pobytu). Lata 1905–1908 Joseph spędził w Orenburgu, w Rosji. Stąd rodzina przeniosła się do Francji. Kessel uczęszczał do szkół średnich w Nicei (liceum Masséna) i Paryżu (liceum Louis-le-Grand).
Po skończeniu nauki i uzyskaniu świadectwa (nauki humanistyczne), w wieku 17 lat dostał pracę w redakcji pisma „Journal des Débats”. Interesował się teatrem, w 1916 wystąpił kilkukrotnie jako aktor w teatrze Odeon. Gdy wybuchła I wojna światowa, zaciągnął się do armii na ochotnika, służył najpierw w artylerii, potem w lotnictwie, w eskadrze S.39. Pod koniec wojny wysłany w misji wojskowej na Syberię. Po zakończeniu wojny Kessel, odznaczony Krzyżem wojennym i Medalem Wojskowym wystąpił o przyznanie obywatelstwa francuskiego.
Wznowił współpracę z „Journal des Débats”, pisywał też do innych czasopism, m.in. „La Liberté”, "Figaro”, „Mercure de France”. Kessel należał do czołówki reporterskiej Francji, relacjonował wydarzenia rewolucji irlandzkiej, narodziny państwa Izrael (następnego dnia po proklamowaniu niepodległości w 1948 Kessel wylądował samolotem w Hajfie), interesował się podziemnym światem Berlina, relacjonował pierwsze loty francuskiego Aeropostalu (zaprzyjaźnił się z Jeanem Mermozem, któremu potem poświęcił książkę). W 1928 został współzałożycielem tygodnika polityczno-literackiego „Gringoire”, w którym swe pierwsze teksty publikował Roman Kacew (później używał pseudonimu Romain Gary).
Podczas wojny 1939–1940 był korespondentem wojennym. Po upadku Francji Kessel znalazł się w konspiracyjnym ruchu oporu. Razem z Maurice'em Druonem (swoim bratankiem) przeszedł przez Pireneje do Hiszpanii, skąd dotarł do Anglii, w której nawiązał kontakt z Wolną Francją gen. de Gaulle’a. W maju 1943 razem z Druonem napisał francuskie słowa do piosenki Anny Marly „Chant des Partisans”. Piosenka stała się bardzo popularnym hymnem Wolnych Francuzów. Pod koniec wojny, w stopniu porucznika odbywał nocne loty nad Francją utrzymując kontakt i przekazując rozkazy oddziałom Ruchu Oporu.
Po zakończeniu wojny znów pracował jako reporter, odbywając liczne podróże m.in. po Palestynie, Afryce, Birmie i Afganistanie.
Jego talent i zasługi dla kultury francuskiej zostały docenione: 22 listopada 1962 został przyjęty w poczet członków Akademii Francuskiej (14 głosów za, przeciw 10), Zajął fotel 27, który przed nim zajmował Auguste-Armand de la Force. Uznaniem i rodzajem hołdu dla pisarza jest również przyznawana we Francji od 1991 literacka nagroda jego imienia (Prix Joseph-Kessel).
Opublikował około 80 powieści, z których wiele zostało zekranizowanych.
Zmarł w Avernes, Val-d-’Oise, w wieku 81 lat (przyczyną śmierci było pęknięcie tętniaka). Pochowany został na paryskim cmentarzu Montparnasse.

## Odznaczenia i nagrody
- Wielki Oficer Orderu Legii Honorowej
- Medal wojskowy
- Krzyż Wojenny (1914-1918)
- Krzyż Wojenny 1939-1945
- Komandor Orderu Sztuki i Literatury (Commandeur des Arts et des Lettres), order przyznany przez francuskie Ministerstwo Kultury

- 1926 Grand Prix Akademii Francuskiej (Grand Prix du Roman de l’Académie Française – za książkę „Les Captifs”)
- 1959 Literacka Nagroda Księcia Pierre de Monaco (Prix Prince-Pierre-de-Monaco)[1]

## Publikacje
- 1922 Krwawy step – wyd. polskie 1928 (tytuł oryginalny La steppe rouge)
- 1923 Załoga: opowieść lotnicza – wyd. polskie z 1926 (tytuł oryginalny L’équipage)
- 1926 Les captifs (nagroda Akademii Francuskiej – Grand Prix du roman)
- 1926 Machno i jego Żydówka
- 1927 Nuits de princes
- 1928 Piękność dnia – wyd. polskie 1985 (tytuł oryginalny Belle de jour); w 1967, według powieści powstał film Piękność dnia w reż. Luisa Buñuela)
- 1932 Fortune carrée
- 1936 Nieznajoma z Sans-Souci – wyd. polskie 1936 (tytuł oryginalny La Passante du Sans-Souci; w 1982 Jacques Rouffio zrealizował film pod tym samym tytułem)
- 1936 Hollywood, Ville mirage
- 1939 Mermoz
- 1943 Armia cieni – wyd. polskie 1947 (tytuł oryginalny L’Armée des ombres; w 1969 Jean-Pierre Melville na podstawie tej książki zrealizował film pod tym samym tytułem)
- 1946 Bataillon du ciel (Sky Battalion), (Alexandre Esway na podstawie tej książki zrealizował w 1947 film "They Are Not Angels")
- 1950 Le tour du malheur
- 1958 Lew – wydanie polskie 1960 (tytuł oryginalny Le lion); w 1962 film Lew ("The Lion") zrealizował Jack Cardiff, a w 2003 José Pinheiro)
- 1962 The Magic Touch, w USA wydana jako "The Man with the Miraculous Hands")
- 1967 Jeźdźcy – wyd. polskie 1971 (tytuł oryginalny Les cavaliers; w 1971 powstał film Jeźdźcy (The Horsemen) w reż. Johna Frankenheimera)
- 1972 Partout un ami
- 1972 Des hommes
- 1975 Les temps sauvages